# 글리제 876 c
글리제 876 c는 적색 왜성 글리제 876을 약 30.340일 주기로 1회 공전하는 외계 행성이다. c는 2001년 4월 4일에 발견되었으며, 행성계 구성원 중 항성에서 두 번째로 가깝게 위치하고 있다.

## 발견
c가 발견되었을 당시 이미 글리제 876에는 외계 행성 글리제 876 b가 발견되어 있는 상태였다. 항성의 시선 속도를 더욱 자세히 연구한 결과 2001년 두 번째 행성을 발견, 글리제 876 c라고 이름붙였다. 글리제 876 c의 공전주기는 정확히 c 바깥쪽 행성 공전주기의 절반이었는데, 이는 글리제 876 b의 높은 궤도 이심률을 이용하여 c의 시선 속도 특성을 알아냈음을 뜻한다.

## 궤도 및 질량
글리제 876 c는 바로 밖을 돌고 있는 글리제 876 b와 2:1의 궤도공명 비율을 보인다. 이로 인해 두 행성은 서로 중력적으로 영향을 강하게 받고 있으며 둘의 공전 궤도는 흔들리면서 궤도 요소가 빠르게 변하고 있다. c는 우리 태양계 내에 있는 어떤 행성들보다도 이심률이 큰 궤도를 그리고 있다. 궤도 긴반지름은 0.1303 천문단위에 불과한데 이는 태양과 수성 사이 거리의 3분의 1에 불과하다. 그럼에도 불구하고 어머니 항성이 어두운 적색 왜성이기 때문에 글리제 876 c는 생물권 내에서 항성에 가까운 쪽에 자리잡고 있다.
글리제 876 c를 발견하는 데 사용된 시선속도법의 단점은 이 방법으로 발견한 행성의 최소 질량만을 알 수 있다는 것이다. 글리제 876 c의 최소 질량은 목성의 0.62배이다. 실제 질량은 궤도경사각의 크기에 달려 있는데 경사각의 값은 보통 알 수 없는 경우가 많다. 글리제 876 계의 경우 행성 사이의 중력적 상호작용을 이용하여 실제 질량을 구할 수 있는데, 시선 속도 자료와 가장 잘 들어맞는 궤도경사각은 50도(천구면에 대해 기울어진 정도)이다. 이 값이 참이라면 c의 실제 질량은 최저값보다 30퍼센트 정도 큰, 목성질량의 0.81배 수준이 된다. 그런데 측정천문학적 관측에 따르면 b의 경사각은 84도 정도로, 이 값에 따르면 c의 질량은 최솟값보다 약간 더 큰 수준이 된다.

## 물리적 특징
질량이 크다는 점에 착안할 때 글리제 876 c는 딱딱한 표면이 없는 가스 행성일 것이다. c는 항성에 미치는 중력 효과를 통해 간접적으로 발견되었기 때문에 반지름, 화학적 조성물, 표면 온도 등은 아직 밝혀지지 않았다. 이 행성의 조성물이 목성과 비슷하다고 가정하면 글리제 876 b의 대기는 구름 한 점 없이 맑을 것이며, 온도가 상대적으로 낮은 지역에는 물의 구름이 떠 있을 것이다.
글리제 876 c는 지구 정도 질량의 천체가 표면에 액체 물을 지닐 수 있는, 생물권 내를 공전하고 있다. 글리제 876의 생물권 내에는 글리제 876 b와 c 두 개의 행성이 공전하고 있다. 이 중 b는 보다 항성 쪽에 가까운 궤도상에 자리잡고 있다. 가스 행성에 생명체가 존재할 가능성은 미지수이나, 이 행성이 질량 큰 위성이 있다면 거기에서 생명이 태어날 가능성이 있다. 가상 외계 위성과 행성, 항성 사이의 조석 상호작용 모형에 따르면 글리제 876 c 근처에 있는 거대한 위성은 계(系)의 수명이 다할 때까지 안정적으로 존재할 가능성이 높다고 한다. 그러나 이런 덩치 큰 위성이 애초에 탄생할 수 있는지의 여부는 밝혀진 바가 없다.

## 같이 보기
- 외계행성의 겉모습
- 타원궤도 가스행성

## 참고 문헌
1. ↑  Marcy, G.;  외. (2001). “A Pair of Resonant Planets Orbiting GJ 876”. 《The Astrophysical Journal》 556 (1): 296 – 301. doi:10.1086/321552.
2. ↑  Rivera, E., Lissauer, J. (2001). “Dynamical Models of the Resonant Pair of Planets Orbiting the Star GJ 876”. 《The Astrophysical Journal》 558 (1): 392 – 402. doi:10.1086/322477.
3. ↑  Butler, R.;  외. (2006). “Catalog of Nearby Exoplanets”. 《The Astrophysical Journal》 646: 505 – 522. doi:10.1086/504701.[깨진 링크(과거 내용 찾기)] (web version)
4. ↑  Jones, B.;  외. (2005). “Prospects for Habitable "Earths" in Known Exoplanetary Systems”. 《The Astrophysical Journal》 622 (2): 1091 – 1101. doi:10.1086/428108.
5. ↑  Rivera, E.;  외. (2005). “A ~7.5 M⊕ Planet Orbiting the Nearby Star, GJ 876”. 《The Astrophysical Journal》 634 (1): 625 – 640.
6. ↑  Benedict, G.;  외. (2002). “A mass for the extrasolar planet Gliese 876b determined from Hubble Space Telescope fine guidance sensor 3 astrometry and high-precision radial velocities”. 《The Astrophysical Journal》 581 (2): L115 – L118.
7. ↑  Sudarsky, D.;  외. (2003). “Theoretical Spectra and Atmospheres of Extrasolar Giant Planets”. 《The Astrophysical Journal》 588 (2): 1121 – 1148.
8. ↑  Barnes, J., O'Brien, D. (2002). “Stability of Satellites around Close-in Extrasolar Giant Planets”. 《The Astrophysical Journal》 575 (2): 1087 – 1093. (논문에는 글리제 876 b가 GJ876c로 잘못 표기되어 있다)
9. ↑  Canup, R., Ward, W. (2006). “A common mass scaling for satellite systems of gaseous planets”. 《네이처》 441: 834 – 839.